# Zanthoxylum oreophilum
Zanthoxylum oreophilum är en vinruteväxtart som först beskrevs av Guillaum., och fick sitt nu gällande namn av Alma May Waterman. Zanthoxylum oreophilum ingår i släktet Zanthoxylum och familjen vinruteväxter. Inga underarter finns listade i Catalogue of Life.